# Vịnh Saltwick
Vịnh Saltwick là một vịnh ở hướng đông bắc khoảng 1 dặm (1,6 km) về phía đông của Whitby, trên bờ biển phía đông của Bắc Yorkshire, Anh. Vịnh chứa các mỏ đá phèn Saltwick Nab, được liệt kê theo Đạo luật Di tích và Khảo cổ học năm 1979. Vịnh là một phần của hệ tầng Saltwick và được biết đến với các bộ sưu tập hóa thạch. Con tàu bệnh viện SS Rohilla bị chìm trong vịnh năm 1914, và tàu đánh cá Admiral Van Tromp bị đắm ở đó năm 1976. Ta có thể vào vịnh thông qua Công viên Kỳ nghỉ Whitby.

## Lịch sử

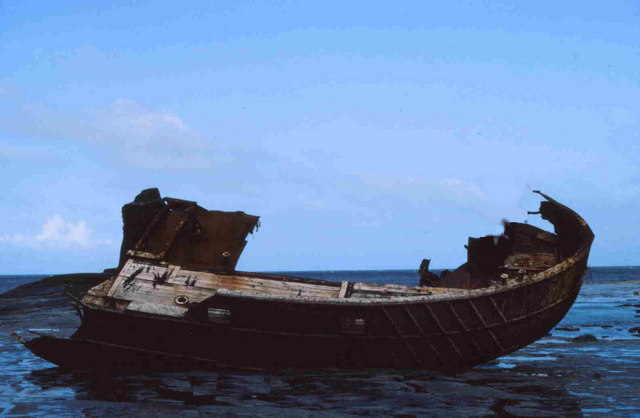
Tàn dư của tàu đánh cá Admiral Van Tromp bị đắm ở Vịnh Saltwick năm 1983

Phèn đã được khai thác tại Vịnh Saltwick, với mỏ đá được ghi nhận đầu tiên là của Ngài Hugh Chomley, sống tại Tu viện Whitby, vào thế kỷ 17. Các mỏ đá phèn được xây dựng trên các doi đất có chiều dài 590 foot (180 m) và chiều sâu 115 foot (35 m). Các mỏ đá đã đóng cửa vào năm 1791. Cũng có bằng chứng về một bến cảng thời trung cổ tại Vịnh Saltwick, và vào thế kỷ 18, Vịnh Saltwick và Cảng Whitby có một đá phiến sét hình tam giác dài 1 dặm (1,6 km).
Khai thác đá dẫn đến việc phát hiện ra hóa thạch, và vịnh hiện được biết đến là một địa điểm hóa thạch từ thời kỳ kỷ Jura Sớm. Hóa thạch thường được tìm thấy tại Vịnh Saltwick bao gồm Dactyliocera và Hildocera, cũng như các hóa thạch thực vật. Hóa thạch Cuspiteuthis tubularis có thể được tìm thấy gần Black Nab, một hòn đảo trong vịnh. Vào khoảng năm 1764, một bộ xương ngựa đã được tìm thấy dưới lòng đất khoảng 30 thước Anh (27 m) trong mỏ phèn tại Saltwick Bay, :400 và năm 1824, một bộ xương gần như hoàn chỉnh của teleosaurid Steneosaurus bollensis đã tuyệt chủng được phát hiện tại vịnh. Bộ xương hiện được trưng bày tại Bảo tàng Whitby. :405-406 Skeleta của Steneosaurus brevior, một con cá sấu khác, đã được tìm thấy tại vịnh. :408 Skeleta khác được tìm thấy tại Saltwick Bay đã bao gồm thằn lằn cá và thằn lằn đầu rắn. :411-413
Năm 1914, tàu bệnh viện SS Rohilla bị chìm gần Saltwick Nab trong vịnh; 146 trong số 229 người trên tàu, bao gồm Thuyền trưởng Neilson và tất cả các y tá, cũng như người sống sót từ Titanic là Mary Kezia Roberts, đã sống sót. Các điều kiện khiến việc giải cứu trở nên vô cùng khó khăn, nhưng các xuồng cứu sinh từ Whitby, Upgang (gần Whitby), Redcar, Tynilton và Scarborough đã cố gắng tiếp cận xác tàu. Năm 1917, SS Brentwood, thuộc sở hữu của William Cory và Son Ltd, đã bị chìm ở vịnh Saltwick bởi mìn của quân Đức. Trong Chiến tranh thế giới thứ hai, vịnh được sử dụng làm trường bắn súng. Năm 1976, tàu đánh cá Admiral von Tromp bị đắm trong vịnh và hai người trên tàu đã chết; phần còn lại của tàu đánh cá vẫn còn được nhìn thấy trong vịnh.